# Соціальне дистанціювання

Метод запобігання різкому піку інфікування, відомий як сплощення кривої епідемії, перешкоджає перевантаження системи охорони здоров'я, а також надає більше часу для розробки вакцин і методик лікування. Розтягування інфікування за часом дозволяє службам охорони здоров'я ефективніше справлятися з напливом пацієнтів.

Альтернативи приплюснення кривої

Соціа́льне дистанціюва́ння — комплекс санітарно-епідеміологічних заходів немедикаментозного характеру, спрямованих на зупинку або уповільнення поширення заразної хвороби. Мета соціального дистанціювання — зниження ймовірності контакту між інфікованими і неінфікованими людьми, щоб зменшити рівень передачі інфекції, захворюваності та, врешті, смертності.
Соціальне дистанціювання найбільш ефективне, коли інфекція здатна передаватися повітряно-крапельним шляхом (при кашлі або чханні); при безпосередньому фізичному контакті, в тому числі сексуальному контакті; при непрямому фізичному контакті (наприклад, через дотик до забруднених поверхонь — фомітам); або при передачі повітряним шляхом (коли мікроорганізм здатний зберегти активність в повітрі протягом тривалого періоду).
Соціальне дистанціювання може бути менш ефективним у випадках, коли інфекція передається здебільшого водою чи їжею, чи ж переносниками, такими як комахи (комарі), і зрідка — від людини до людини. Серед можливих недоліків соціального дистанціювання — самотність, зниження продуктивності праці і втрата інших переваг, пов'язаних з взаємодією людей.
Історично, як засіб запобігання поширенню прокази та інших інфекційних захворювань через соціальне дистанціювання, використовувалися лепрозорії і лазарети.